# AZS-AWFiS Gdańsk

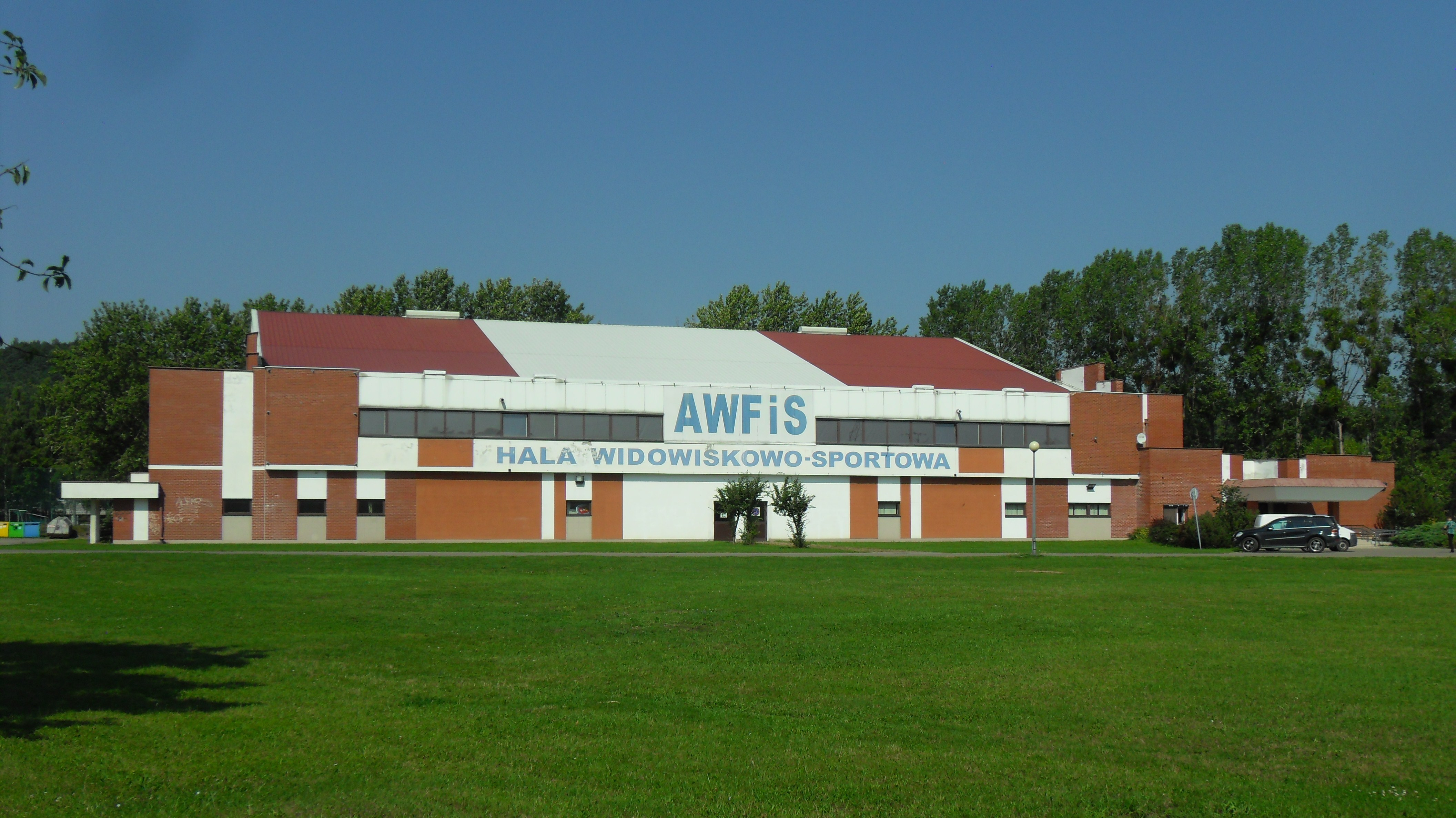

L'AZS-AWFiS Gdańsk est un club féminin de handball basé à Gdańsk en Pologne.

## Palmarès
compétitions internationales
- demi-finaliste de la coupe Challenge (C4) en 2003

compétitions nationales
- Championnat de Pologne
  - vainqueur en 2004
  - deuxième en 2005 et 2008
- coupe de Pologne
  - vainqueur en 2005